# Palle Sigsgaard
Palle Sigsgaard født 1976 i København er en dansk forfatter. Han har skrevet bogen Glitrende støv danser (Gyldendal 2007) som han modtog Bisballeprisen for. I 2010 modtog han Statens Kunstfonds 3-årige arbejdslegat. Han er uddannet fra Forfatterskolen 2003.